# Iglesia de San Diego (Lorca)
El antiguo Convento de San Diego de Lorca (Región de Murcia, España), comúnmente conocido como iglesia o parroquia de San Diego, es un conjunto de iglesia y convento franciscano cuyo patronato es concedido en el año 1695.
La Iglesia se encuentra en la periferia de la ciudad de Lorca, literalmente engullida por el barrio al que da nombre la misma.
Esta Iglesia se encuentra bajo la advocación de Nuestra Señora de los Desamparados. La dedicación a la patrona valenciana tiene su origen por el lugar donde se encuentra el edificio, la zona donde se ajusticiaba en Lorca a los reos condenados a muerte. Y por ese motivo en el siglo XVII se levantó allí una pequeña ermita, la cual daría posteriormente lugar al actual convento.

## Historia
En las cercanías de la actual iglesia de San Diego, literalmente engullida por las construcciones que la circundan, se encontraba uno de los lugares donde antiguamente se ajusticiaba en Lorca a los reos condenados a muerte. Por ese motivo, en el siglo XVII se levantó allí una pequeña ermita dedicada a la Virgen de los Desamparados, de la que era patrón el Concejo. 
La ermita fue cedida por los regidores a los alcantarinos en 1687 para fundar el tercer establecimiento masculino de la orden franciscana en Lorca. La familia Pérez de Meca Ponce de León solicita y obtiene en 1695 el Patronato de iglesia y convento, a cambio de enterramiento familiar en la Capilla Mayor y de poder poner en ella y en la portada de la iglesia sus armas, donde hoy todavía se encuentran. 
Tras los procesos desamortizadores del siglo XIX, el convento fue adquirido por Eulogio Saavedra Pérez de Meca y entregado en 1864 a las Hermanitas de los pobres, quiénes iniciaron una actividad asistencial para ancianos.

### Desastres

#### Rotura del Pantano de Puentes
El 30 de abril del año 1802, el Pantano de Puentes debido a las lluvias y riadas, junto con su construcción defectuosa provocó que esta reventara. Este incidente causó que el agua cubriera la portada de la Iglesia, donde actualmente se conserva una piedra que da testimonio de ello.

#### Inundaciones del 73
El 19 de octubre de 1973, Lorca, junto con Puerto Lumbreras, sufrió unas terribles inundaciones que provocaron que la Iglesia se inundara de nuevo.

#### Terremotos de 2011
El 11 de mayo del año 2011, debido a los terribles terremotos acaecidos en la ciudad de Lorca, el Convento e Iglesia Parroquial sufrió importantes daños estructurales en la fachada y lado del Evangelio tales como la destrucción de su singular espadaña.

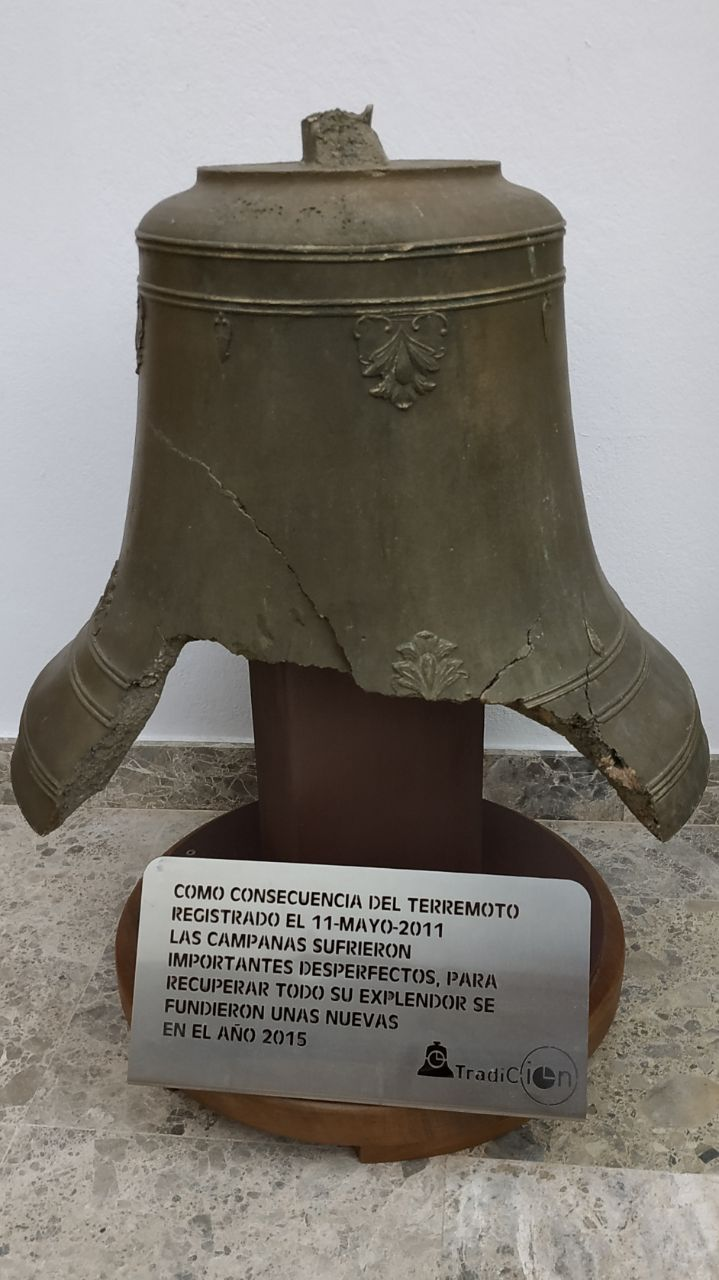

## Arquitectura
La portada de la iglesia es de piedra, muy sencilla con arco de medio punto, que acoge en su vano el escudo de los Pérez de Meca Ponce de León. El escudo cuartelado se divide por la cruz de Santiago y está enmarcado por hojas de acanto, labradas en movimientos envolventes típicos de este periodo artístico. Por su parte, el cuerpo superior se limita a los dos vanos de las ventanas y la hornacina central dónde se ubica una imagen en piedra de San Diego. La fachada remata en un armonioso frontón coronado por una espadaña para las campanas.
La iglesia es de planta basilical de una sola nave con crucero, capillas laterales comunicadas y coro alto a los pies.  El retablo mayor estaba presidido en su camarín por una imagen de Nuestra Señora de los Desamparados, procedente de la antigua ermita que fue destruida por los franceses en su retirada de Lorca en 1810 y 5 años después fue reemplazada por otra del escultor caravaqueño, Marcos Laborda, hecha a devoción de don Alonso de Guevara y Mateos tras recuperarse de una grave enfermedad. Tal y como reza en la inscripción que todavía hoy es visible en la pared de la capilla del Sagrario. La imagen, con su tradicional iconografía, representa a la Virgen de pie sosteniendo al niño en su brazo izquierdo y dos niños cobijados a ambos lados del borde del manto, fieles al símbolo implícito en ella.
El retablo, que ocupa el crucero en el lado del Evangelio, está flanqueado por dos grandes escudos de yeso policromado con las armas de los Montalbán Mateos Rondón y Rubra. El tema de las dos cartelas es el mismo, salvo ligera variante que afecta al cuadrante inferior izquierdo. Al otro lado del crucero, en el lado de la Epístola, hay una capilla con una arquitectura fingida o trampantojo que está presidida por una imagen moderna del Sagrado Corazón, realizada a mediados del siglo XX.
El camarín lo conforma un espacio rectangular de las mismas dimensiones que la capilla mayor. La decoración inunda absolutamente todo el recinto y aparece distribuida en tres zonas un alto zócalo que arranca desde el basamento y llega al arranque de los arcos en los lunetos y finalmente en la bóveda. La decoración es de dos tipos: una de carácter floral y vegetal, realizada principalmente con pintura al fresco y en yeso, y otra con motivos figurativos dónde se combinan marcos, angelitos y hojarasca.
Toda esa profusa ornamentación responde al momento cronológico en que se realiza este camarín de pleno barroquismo. Entre los lienzos de muro se abren unas hornacinas dónde se colocan imágenes. La exuberancia decorativa está más patente en los lunetos, donde aparecen niños, una zona que podía ser mejor visualizada por los espectadores y resultaba por tanto más atractiva para la representación plástica. Son particularmente interesantes dos angelitos del camarín que se apoyan en las impostas de arranque de arco.
Lo más interesante de la bóveda son los nervios, profusamente decorados con la clásica armonía de flores, frutos, hojas de acanto e incluso veneras, que confraternizan en el dorado con qué se ha revestido a todas. 
El camarín de la Virgen de los Desamparados contó primitivamente con una decoración pintada a comienzos del siglo XVIII que pudo deberse a Miguel Muñoz de Córdoba. A mediados de esa centuria, se realizarían los magníficos estucos que son los de mayor calidad de todos los conservados en Lorca cuya autoría ha quedado en el anonimato, aunque por su estilo pueden relacionarse con los artistas andaluces de este periodo.
- Datos: Q85871209
- Multimedia: Church of San Diego, Lorca / Q85871209